# Chytriomyces cosmaridis
Chytriomyces cosmaridis är en svampart som beskrevs av Karling 1968. Chytriomyces cosmaridis ingår i släktet Chytriomyces och familjen Chytridiaceae.   Inga underarter finns listade i Catalogue of Life.